# 福里德布爾烏帕齊拉
法里德布爾乌帕齐拉是孟加拉国巴布納縣的一个乌帕齐拉，位於拉傑沙希专区的巴布納縣。。

## 人口
據1991年孟加拉國人口普查，法里德布爾共有戶數18,325戶，人口111464人。其中男性佔比51.44%，女性佔比48.56%；成年人口52,699人。該地7歲以上人口之平均識字率為26.3%。